# موزه تاریخ طبیعی به نام حسن بیگ زرداب

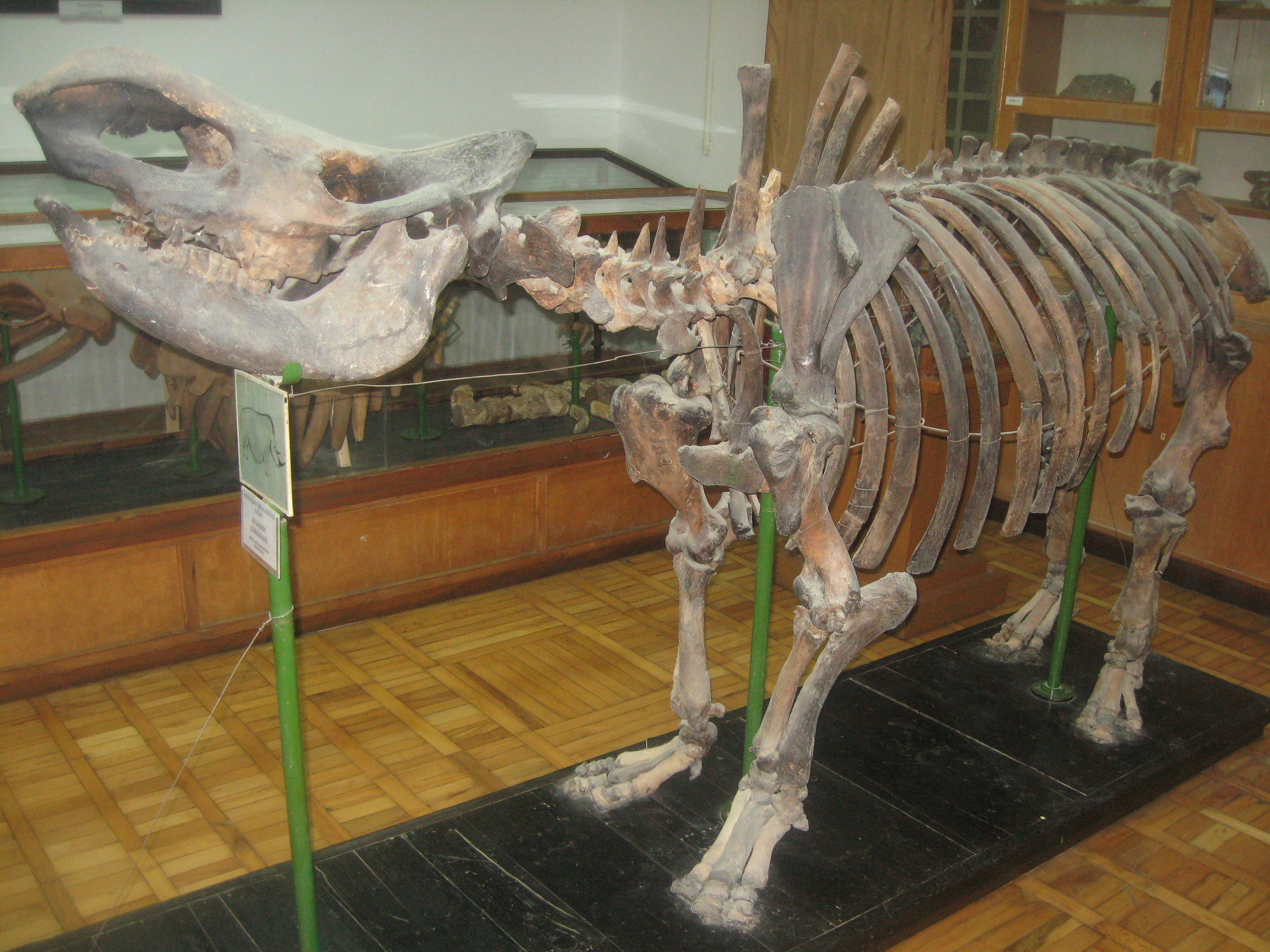
تصویر اسکلت کرگردن بینه قَدی در موزه تاریخ طبیعی حسن بیگ زردابی

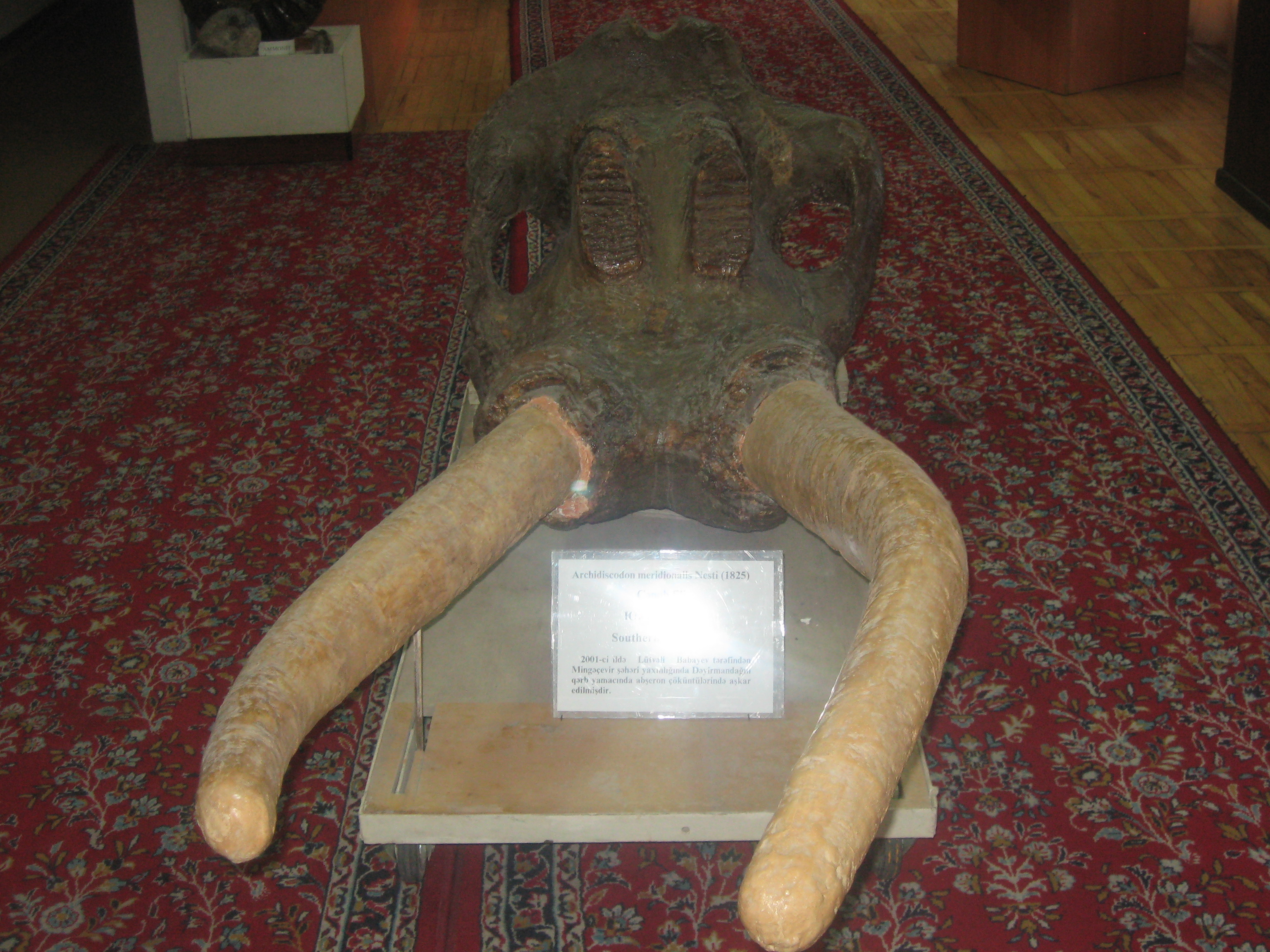
فک بالای فیل جنوبی در موزه تاریخ طبیعی حسن بیگ زردابی. این جمجمه در شهر مینگه‌چویر یافته شده‌است (Archiodiscodon meridionalis Nesti).

موزه تاریخ طبیعی به نام «حسن بیگ زردابی» (به ترکی آذربایجانی- Həsən bəy Zərdabi adına Təbiət Tarixi Muzeyi)- موزه‌ای است که در سال ۱۹۳۰ میلادی تأسیس شده‌است و به دانشکدهٔ زمین‌شناسی آکادمی ملی علوم جمهوری آذربایجان تعلق دارد.

## محتوا
در نمایشگاه موزه تاریخ طبیعی به نام «حسن بیگ زردابی» منابع طبیعی غنی جمهوری آذربایجان منعکس شده‌است. موزه دارای سه بخش – جانورشناسی، دیرینه‌شناسی و زمین‌شناسی می‌باشد. بخش جانورشناسی حاوی بی‌مهرگان و مهره‌داران، ماهیان، دوزیستان، خزندگان، پرندگان و پستانداران) است. از آنجا که اشیای نمایشی نادر در بخش دیرینه‌شناسی به نمایش گذاشته شده‌است، آن قسمت موزه مورد توجه همه قرار می‌گیرد. (باقی مانده‌های اسکلت‌های حیوانات مهره دار یافته شده از دریاچه قیر «بینه قدی»). در قسمت زمین‌شناسی کاوش‌های مفید آذربایجان به نمایش گذاشته می‌شود (مواد معدنی، فلز، کاوش‌های مفید و غیره…).